# Ipotesi O'Callaghan

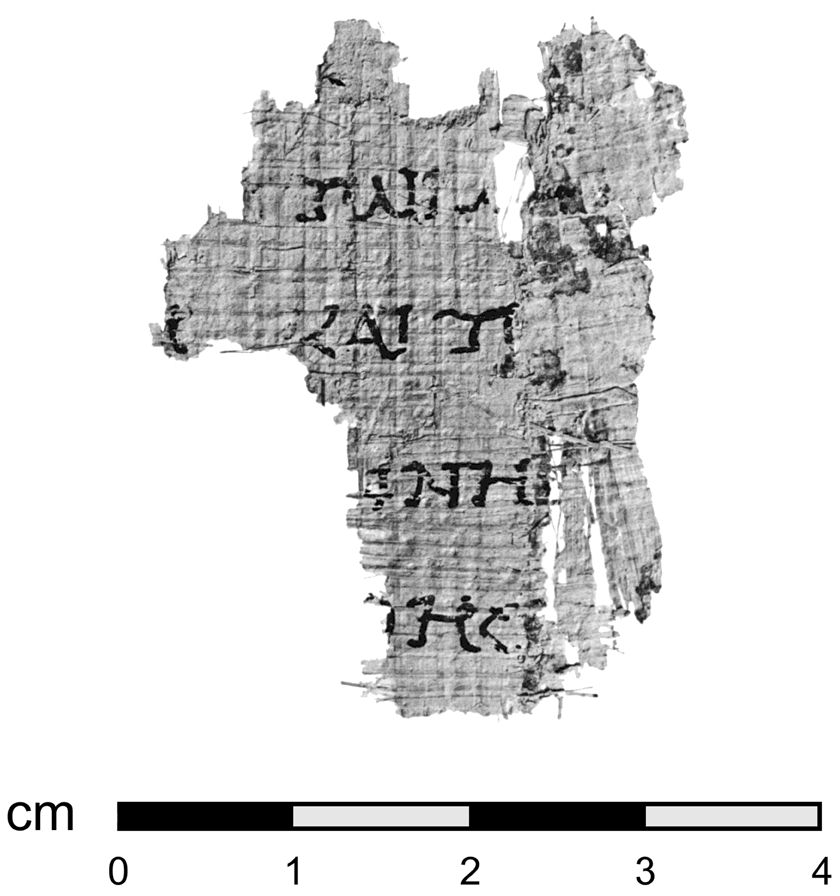
Il frammento 7Q5

L'ipotesi O'Callaghan riguarda la possibile identificazione del manoscritto 7Q5 ritrovato a Qumran con un brano del Vangelo secondo Marco.
Nel 1972 il papirologo gesuita spagnolo José O'Callaghan propose l'identificazione di alcuni frammenti ritrovati nella cava 7 di Qumran con piccoli brani del Nuovo Testamento; tra questi l'identificazione più ampia e importante era quella del frammento 7Q5 con Vangelo secondo Marco 6,52–53, che richiedeva però di presupporre alcune eccezioni al testo tradotto. Poiché C.H. Roberts aveva datato paleograficamente 7Q5 al periodo 50 a.C.–50 d.C., O'Callaghan datò 7Q5 al 50 d.C., sostenendo quindi che 7Q5 fosse il più antico manoscritto dei vangeli conservatosi, scritto al massimo vent'anni dopo la morte di Gesù.
L'identificazione di O'Callaghan, pur registrando alcuni consensi, ha però incontrato il sostanziale scetticismo del mondo accademico.

## Il lavoro di O'Callaghan

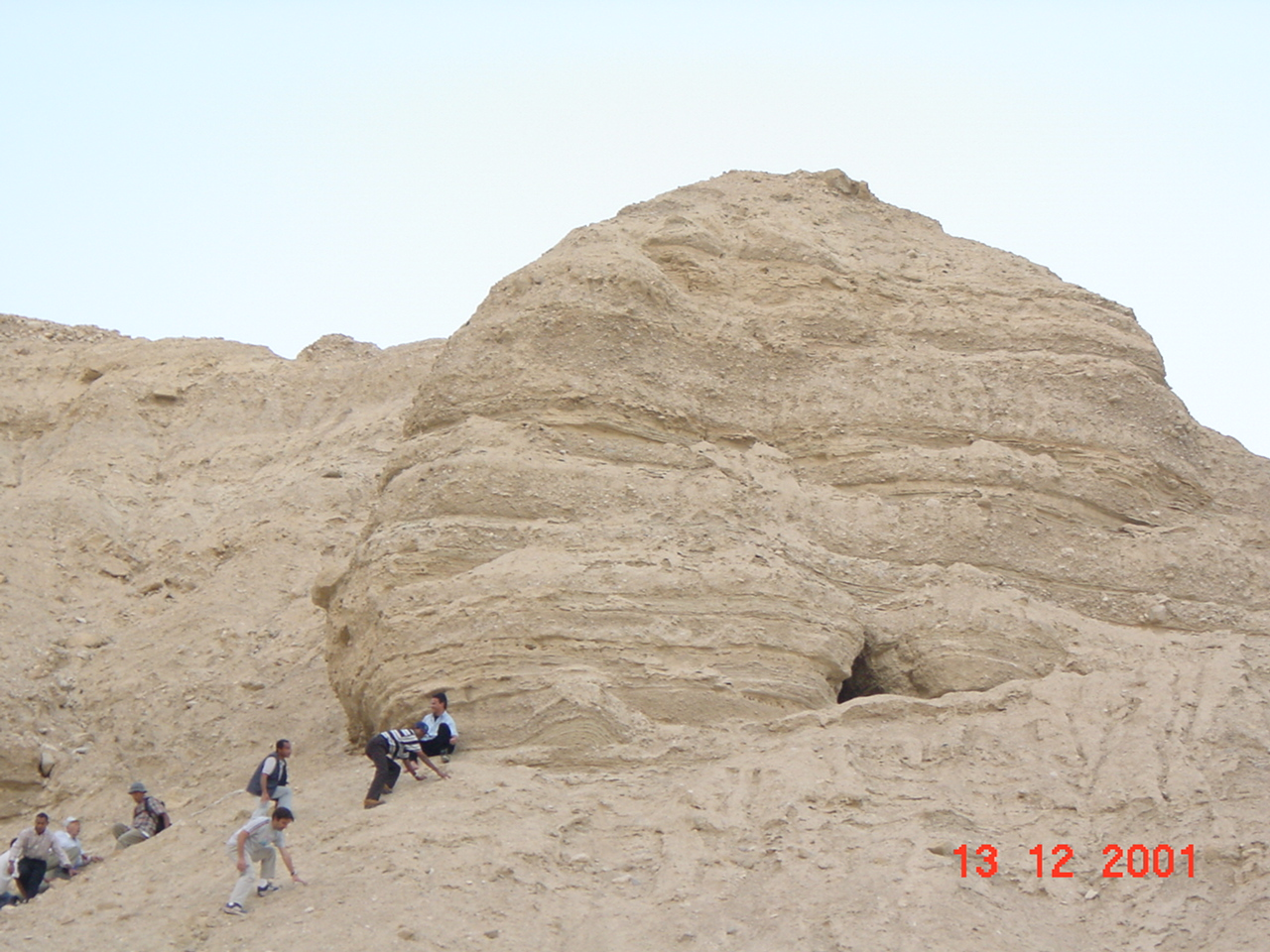
La grotta 7 di Qumran, dove è stato trovato il frammento 7Q5.

O'Callaghan restò colpito dalla combinazione di lettere greche «ννησ» («NNES»), che apparivano chiaramente leggibili nella quarta riga del papiro. Inizialmente gli studiosi pensarono alla parola «ἐγέννησε[ν]», ovvero «generò», e che fosse quindi da attribuire ad una delle tante genealogie presenti nell'Antico Testamento. Non c'era però sintonia con le altre lettere del papiro e, per O'Callaghan, non c'era affinità con nessuno dei testi biblici o con i testi della letteratura greca. Nessun testo adattabile quindi, e ciò acuì la curiosità di O'Callaghan, che cercò tutte le parole greche che contengono al suo interno la sequenza di lettere «ννησ», fino ad arrivare al nome del lago di Galilea: Γεννήσαρετ (Gennesaret). Nell'Antico Testamento esiste una sola occorrenza di questa parola: in 1 Maccabei 11,67. In tutti gli altri passi dell'Antico Testamento si nomina il lago chiamandolo Cheneret o Chenara. Ma nessuna delle lettere del 7Q5 coincideva con quel passo dei Maccabei. Si provò allora, tra lo scetticismo generale, ad adattarlo con il Nuovo Testamento, e il papiro sembrò adattarsi al Marco 6,52–53. Così O'Callaghan, nel 1972, pubblicò un articolo in cui spiegava i risultati del suo lavoro.
Fu l'inizio di un intenso dibattito che coinvolse la comunità scientifica internazionale. Secondo O'Callaghan «l'apporto dell'identificazione di 7Q5 sta nell'esserci avvicinati al Gesù storico, che questa identificazione permette. Secondo alcuni studiosi si era interrotta la linea di unione con il Cristo storico, perché – secondo costoro – non sapremmo niente di lui. Invece risulta che, se adesso siamo in possesso di un papiro dell'anno 50 d.C., e del Vangelo di Marco, significa che abbiamo stabilito il contatto, mediante la testimonianza di un papiro, con il Cristo storico».
Alla metà degli anni ottanta, il papirologo tedesco Carsten Peter Thiede riprese l'ipotesi di O'Callaghan, avanzando l'ipotesi detta «il Nuovo Testamento a Qumran», secondo la quale, contrariamente a quanto sostenuto dalla maggioranza degli studiosi, a Qumran erano presenti anche opere del Nuovo Testamento, che Thiede affermava di aver trovato nei frammenti 7Q4 e 7Q11–14, oltre che nel 7Q5, riprendendo dunque l'ipotesi di O'Callaghan.

## Tesi favorevoli all'identificazione di O'Callaghan
Nel 1994 Orsolina Montevecchi, ordinaria di papirologia all'Università Cattolica di Milano, disse sull'argomento: «Mi pare giunto il tempo di inserire il frammento 7Q5 nella lista ufficiale dei papiri del Nuovo Testamento»; nello stesso anno, dichiarò a una rivista ecclesiastica che «Come papirologa posso asserire che l'identificazione mi pare sicura. Le cinque linee che sono visibili e che formano il frammento corrispondono al passaggio del sesto capitolo di Marco, vv. 52 e 53. È estremamente improbabile una corrispondenza con un altro testo». Nel 1995 il gesuita Albert Dou, professore di matematica all'Università Complutense di Madrid e membro dell'Accademia reale di Scienze, sostenne che la possibilità che il 7Q5 non fosse identico ai versetti 52–53 del capitolo 6 del Vangelo secondo Marco fosse di 1 su 900 miliardi
Sulla base dell'elenco compilato da Gianluigi Bastia nel 1997, i pareri degli studiosi più autorevoli si dividevano più o meno equamente tra favorevoli e contrari all'identificazione di O'Callaghan, «ma è significativo che gli esperti di papirologia greca sono in maggior parte favorevoli, mentre i pareri contrari si registrano soprattutto tra gli esperti di papirologia ebraica o di critica testuale»..
Tra coloro che sostenevano l'identificazione di 7Q5 con Mc 6,52–53 si possono citare: Herbert Hunger, Ferdinand Rohrhirsch, Hugo Staudinger, Harald Riesenfeld, Ignace de la Potterie, Enrico Galbiati, Giuseppe Ghiberti, Luis Alonso Schockel, Joan Maria Vernet (si veda «Rivista Biblica» XLVI 1998, pp. 43–60), Marta Sordi, Aristide Malnati e la presidentessa onoraria dell'Associazione Internazionale di papirologia Orsolina Montevecchi.

## Tesi contrarie all'identificazione di O'Callaghan
Nel 1999 Stefan Enste pubblicò una revisione critica delle ipotesi di O'Callaghan e Thiede, evidenziandone le debolezze; sebbene non abbia proposto alcuna identificazione alternativa a quelle già avanzate da altri (come quella con il Libro di Enoch 15,9d–10 o con Zaccaria 7,4–5), «è riuscito a confermare l'opinione generale degli studiosi che questa identificazione sia improbabile».

## Analisi filologica e sticometrica
Secondo l'analisi del frammento effettuata da Rainer Riesner, l'identificazione di 7Q5 con il testo di Marco naufraga nel fatto che nella riga due non può leggersi αυ] TΩΝ Η [καρδια («il loro cuore»). Alla lettera Ω segue uno iota adscriptum, come già venne proposto nella prima edizione. La stessa serie di lettere TΩI con il successivo spazio (!) si trova anche in 7Q15. Probabilmente anche la fine della riga 3 di 7Q5 deve completarsi con TΩ[I]. La riga 2 due di 7Q5 è quindi da leggere in parte sicuramente, in parte ipoteticamente (punteggiata), come TΩI A, e da ritenere quindi inconciliabile con Marco 6,52. La tesi di Riesner è però respinta dai sostenitori dell'ipotesi di O'Callaghan che, dopo aver fatto esaminare al microscopio il papiro 7Q5 dal Dipartimento di Investigazione e Scienza Forense della Polizia Nazionale di Israele, nell'aprile del 1992, e dopo aver riscontrato che nel tratto verticale, nella parte superiore, discende parte del tratto obliquo corrispondente a una «N», continuano ad affermare con maggiore convinzione il riconoscimento del papiro 7Q5 come parte del Vangelo secondo Marco. In effetti la perizia ha messo in evidenza la presenza di un piccolo tratto obliquo di inchiostro che parte in alto a sinistra del presunto iota: «potrebbe essere ciò che è rimasto della barretta diagonale di una N».. Va notato che una perizia successiva, effettuata nel 2009 dalla professoressa Amelia Sparavigna del Dipartimento di Fisica del Politecnico di Torino, ha confutato l'esistenza di tale tratto obliquo e dunque la presenza della «N».
Secondo l'analisi effettuata da James Charlesworth, sul piccolo frammento solo dieci lettere sono ben leggibili e l'unica parola certa è un semplice «and» (KAI) [in italiano «e»]. L'identificazione con Marco 6:52–53 è stata ispirata dalla sequenza di lettere NNHΣ, che potrebbe essere parte del nome locale «Gennesaret» (NNHΣ) o parte di una forma verbale greca come εγεννησεν o qualcosa d'altro. Se l'identificazione con Marco 6:52–53 fosse corretta, ci sarebbero almeno tre principali differenze testuali fra il testo del Vangelo e quella piccola porzione di testo contenuta nel frammento: le parole επί την γην (6:53) non possono trovare posto nello spazio a sinistra, la parola δίαπερασαντες (6:53) sarebbe risultata grossolanamente errata, poiché il frammento legge τ invece di δ, ma una forma come τίαπερασαντες è del tutto improbabile. Infine, nella riga 2 la lettura proposta αυ] τωνη [καρδία è impossibile, perché il testo non può essere trascritto TΩN, ma come TΩI, con iota adscriptum, che costituisce una forma grammaticale completamente diversa da Marco 6:52–53. «Pertanto, è assolutamente impossibile che 7Q5 rappresenti il testo di Marco 6:52–53».
Anche l'analisi di Charlesworth viene però respinta dai sostenitori dell'ipotesi neotestamentaria, soprattutto in riferimento all'assenza delle parole επί την γην (6m53) e al cambio δ/τ (delta/tau) nella parola δίαπερασαντες.
I sostenitori di O'Callaghan hanno avanzato diverse opinioni in merito, tra le quali quella dell'omissione delle parole επί την γην perché non necessarie per spiegare il concetto. Una tesi alla quale si oppose, tra gli altri, il cardinale Carlo Maria Martini, così motivata però da O'Callaghan: «Omissioni analoghe a επί την γην sono casi conosciuti ed accettati. Lo stesso C.H. Roberts, quando pubblico il celebre papiro 52, quello del vangelo secondo Giovanni, realizzò l'identificazione omettendo alcune lettere. Nel testo originario di Giovanni, 18,37–38, c'è una ripetizione, che dice: «Io per questo («eis touto») sono nato e per questo («eis touto») sono venuto al mondo». La seconda occorrenza di «eis touto», che è la lettura ordinaria del testo oggi conservato, per ragione sticometriche fu omessa dallo stesso Roberts, guidato dalla verticalità delle lettere del testo nel margine destro del papiro, considerando il suo testo come una variante più breve. Nonostante ciò è nota l'accoglienza entusiasta e la generale accettazione del papiro 52 datato al 125».
O'Callaghan cita tuttavia anche un altro caso, quello del papiro 45 che corrisponde a Marco 5,21, dove sono omesse le parole «eis tò peràn», ovvero «all'altra riva» rispetto al testo noto oggi. La traduzione letterale del passo è la seguente: «E passato in una barca di nuovo all'altra riva, si radunò una folla grande attorno a lui, ed egli stava presso il mare». Ebbene nel papiro 45 mancano le parole «eis tò peràn», le parole «su una barca» («en tòi ploioi»), e la parola «di nuovo» («pàlin»), quindi il testo è il seguente: «E passato, si radunò una folla grande attorno a lui, ed egli stava presso il mare». Si noti che l'omissione di «eis tò peràn» è legata al verbo passare («dieperasen»), lo stesso verbo del contestato papiro 7Q5. Claude Boismard si oppose a questa analisi ricordando che l'omissione in Marco 6,53–54 non è presente in nessun papiro e ricordando che quel passo ha un parallelo sinottico in Matteo 9,1, e anche qui i papiri trovati mostrano l'esistenza di «επί την γην» senza omissioni.
In riferimento invece al cambio δ/τ (delta/tau) nella parola δίαπερασαντες, obiezione sollevata da quanti contestano l'attribuzione al Vangelo secondo Marco del papiro 7Q5, i sostenitori dell'ipotesi di O'Callaghan ritengono di avere un asso nella manica. Siamo nella prima riga dopo il «kaì». Ci aspetteremmo il verbo δίαπερασαντες («diaperàsantes», avendo compiuto la traversata), ma invece della delta iniziale si trova una tau greca. La risposta a questa obiezione viene da Gerusalemme: quando Erode il Grande ricostruì il tempio fece collocare, sul secondo muro, un'iscrizione che proibiva l'entrata ai non giudei, pena la morte. L'iscrizione è menzionata da Giuseppe Flavio nella sua opera Antichità giudaiche. Due copie letterali di questa pietra sono state trovate dagli archeologi e si trovano una a Istanbul e una al Museo Rockefeller di New York. Alla linea 1 la parola greca «Medena» («nessuno») è scritta «Methena», e alla linea 3, al posto di «dryphakton» («balaustra») è scritto «tryphakton». Quest'ultima parola si adatta perfettamente al caso del 7Q5 di Qumran.

## Proposta di identificazione di O'Callaghan
| Vangelo secondo Marco, 6,52–54 | Il frammento 7Q5 |
| [ου γαρ] [συνηκαν] ε[πι τοις αρτοις], [αλλ ην α]υτων η[ καρδια πεπωρω-] [μεν]η. και δι[απερασαντες] [ηλθον εις γε]ννησ[αρετ και] [προσωρμισ]θησα[ν. και εξελ-] [θοντων αυτων εκ του πλοιου ευθυς] [επιγνοντες αυτον.] | Il frammento 7Q5 |
| Traduzione CEI | Il frammento 7Q5 |
| perché non avevano compreso il fatto dei pani: il loro cuore era indurito. Compiuta la traversata fino a terra, giunsero a Gennèsaret e approdarono. Scesi dalla barca, la gente subito lo riconobbe;                 | Il frammento 7Q5 |

Gli argomenti avanzati da O'Callaghan in favore dell'identificazione con il brano di Marco sono vari:
- lo spazio prima della parola και (kai, «e») è un segno di interruzione di paragrafo, che è coerente con lo stile di Marco nelle copie più antiche, come quella contenuta nel Codex Vaticanus. In 7Q5 ci sono tre spaziature visibili, di ampiezza diversa. La più evidente compare al centro della linea 3, tra il kaì e la lettera che lo precede. O'Callaghan spiega lo spazio col fatto che qui inizia un nuovo versetto e, in effetti, nella Bibbia odierna nel versetto 53 inizia un nuovo paragrafo. Il Codex Vaticanus, composto nella prima metà del IV secolo, testimonia la presenza di una violazione della scriptio continua proprio in questo punto del Vangelo secondo Marco. Inoltre la violazione della scriptio continua è un caso raro nei papiri greco romani e nei primi manoscritti del Nuovo Testamento.
- La combinazione delle lettere ννησ (nnes) presenti nella linea 4 è molto caratteristica e suggerisce la parola Γεννήσαρετ (Gennesaret). Ipotizzare un'altra parola, come «ἐγέννησε[ν]», ovvero «generò», da attribuire ad una delle tante genealogie presenti nell'Antico Testamento, non trova sintonia con le altre lettere del papiro, e soprattutto non c'è affinità con nessuno dei testi biblici e della letteratura greca. Nell'Antico Testamento esiste una sola occorrenza di questa parola: in 1 Maccabei 11,67[23]). In tutti gli altri passi dell'Antico Testamento si nomina il lago chiamandolo Cheneret o Chenara. Ma nessuna delle lettere del 7Q5 coincide con quel passo dei Maccabei.
- L'omissione delle parole επί την γην, non necessarie per spiegare il concetto del testo, è un caso noto in papirologia, già studiato in casi come l'identificazione del papiro 52 e del papiro 45
- Il cambio δ/τ (delta/tau) nella parola δίαπερασαντες, che per O'Callaghan diventerebbe nel papiro 7Q5 τίαπερασαντες, è spiegato da esempi come quello ritrovato dagli archeologi nell'iscrizione di Erode il Grande menzionata da Giuseppe Flavio nella sua opera Antichità giudaiche. Due copie letterali di questa pietra si trovano una a Istanbul e una al Museo Rockefeller di New York. Alla linea 1 la parola greca «Medena» («nessuno») è scritta «Methena», e alla linea 3, al posto di «dryphakton» («balaustra») è scritto «tryphakton».
- Seppur non sono stati trovati papiri neotestamentari scritti in rotoli ma solo in codici, esistono tuttavia documenti cristiani scritti in rotolo e non in codice, come il Pastore di Erma, un apocrifo cristiano considerato quasi «canonico» tra il II e il V secolo. Anche il P.Oxy XVII 2070 contenente un'opera apologetica cristiana in chiave anti ebraica, il P.Oxy L. 3525, contenente un vangelo apocrifo sconosciuto, e sempre su un rotolo è stato trovato il resto di Adversus Haereses di Ireneo e altri documenti ancora.
- una ricerca effettuata da Thiede al computer «sui testi greci più elaborati [...] non è riuscita ad evidenziare altro testo oltre a Marco 6,52–53 per la combinazione di lettere identificata da O'Callaghan et al. in 7Q5».[24]

Di contro, esistono diverse argomentazioni contro tale identificazione:
- lo spazio presente prima del kai potrebbe semplicemente essere una delle tante violazioni della scriptio continua che compaiono in molti documenti greci biblici (Pap. Bodmer XXIV, tavola 26; in Qumran nel frammento 4Q122). Altri esempi nei testi di Qumran mostrano la parola και separata in molti casi con degli spazi, e in molti casi senza che questo abbia a che fare con la struttura del testo;
- sebbene le lettere ννησ siano molto infrequenti in greco, esse fanno parte della parola εγεννησεν («generò»). Questa fu infatti la proposta degli autori della prima edizione (editio princeps) pubblicata nel 1962, che indica nel frammento una parte di una genealogia;
- nel testo di Marco 6,52–53, al posto della lettera δ (delta) alla linea 3 vi è una τ (tau). Questa variante non compare in alcun'altra copia nota di questo passo, ma tuttavia si tratta di una variante ortografica non impossibile;[25]
- esaminando la lunghezza delle righe di testo, si deve assumere che le parole επι την γην (epi ten gen, «verso la terra») furono omesse sul papiro. Anche questa variante non compare in alcuna copia nota di Marco 6,52–53;[25]
- l'identificazione dell'ultima lettera nella linea 2 con ν (ni) è dubbia, perché non corrisponde al simbolo di questa lettera greca, scritto chiaramente alla linea 4;[26]
- nella sua ricerca testuale al computer, Thiede assumeva sempre come corretta l'identificazione di O'Callaghan per tutte le lettere dubbie; quando Daniel Wallace ha rifatto la ricerca permettendo identificazioni alternative per le lettere dubbie ha trovato sedici corrispondenze;[25]
- la datazione paleografica di C.H. Roberts era tra il 50 a.C. e il 50 d.C., con la prima data come più probabile;[12]
- in base a quanto le altre opere conservate a Qumran dicono della comunità che vi viveva, è improbabile che essi conservassero opere del Nuovo Testamento;[12]
- la lettura autōn per autoi non è attestata;[12]
- le copie più antiche del Nuovo Testamento erano conservate in codici, non in rotoli.[12]

Il vero problema dell'attribuzione di O'Callaghan non sono tanto le singole contestazioni di cui sopra che, singolarmente prese sono tutte spiegabili e note in papirologia, ma piuttosto il fatto che così tante eccezioni dovrebbero coesistere in un frammento di dieci lettere appena.

## Restauro digitale del frammento
L'originale papiro 7Q5, in seguito alla controversia sulla presunta lettera ν («nu») del secondo rigo, che O'Callaghan interpretava come lettera finale del pronome αυτων, fu sottoposto nell'aprile del 1992 al controllo del Dipartimento di Investigazione e Scienza Forense della Polizia Nazionale di Israele. In quel contesto, con gli apparati della tecnologia moderna, concretamente con lo stereomicroscopio, si stabilì che nel tratto verticale, nella parte superiore, discende parte del tratto obliquo corrispondente a una «N». Una constatazione che portò lo stesso O'Callaghan ad affermare: «È dunque scientificamente provato che nel tratto verticale a cui ci riferiamo, nella parte superiore, discendeva parte del tratto obliquo discendente corrispondente ad una 'N'».
Sul risultato della perizia della polizia israeliana non tutti sono d'accordo e, nel 2009, la professoressa Amelia Sparavigna del Dipartimento di Fisica del Politecnico di Torino ha provveduto a sottoporre un'immagine del frammento 7Q5 ad un'analisi digitale. L'analisi, che si è concentrata sempre sulla lettera che O'Callaghan interpretava come finale del pronome αυτων, tende ad escludere questa identificazione (fondamentale per l'attribuzione al Vangelo secondo Marco): il tratto diagonale interpretato come ν sarebbe in realtà un difetto del papiro e non conterrebbe inchiostro.